# The Loveless
Pour plus de détails, voir Fiche technique et Distribution.
The Loveless est un film de motard hors-la-loi américain réalisé par Kathryn Bigelow et Monty Montgomery et sorti en 1981. Il s'agit du premier long métrage de la réalisatrice.

## Synopsis
Sauf indication contraire, les informations mentionnées dans cette section peuvent être confirmées par la base de données cinématographiques IMDb,  présente dans la section « Liens externes ».
En route vers Daytona Beach, un gang de motards blousons noirs fait escale dans un drive-in perdu au milieu de nulle part.

## Fiche technique
Sauf indication contraire, les informations mentionnées dans cette section peuvent être confirmées par la base de données cinématographiques IMDb,  présente dans la section « Liens externes ».
- Titre original : The Loveless
- Réalisation et scénario : Kathryn Bigelow et Monty Montgomery
- Musique : Robert Gordon
- Photographie : Doyle Smith
- Montage : Nancy Kanter
- Décors : Lilly Kilvert
- Production : A. Kitman Ho et Grafton Nunes
- Société de production : Pioneer Films
- Sociétés de distribution : Atlantic Releasing Corporation (États-Unis), Free Dolphin Entertainment (France, DVD)
- Budget : n/a
- Pays de production :  États-Unis
- Langue originale : anglais
- Format : Couleurs - 1.85:1 - Mono - 35 mm
- Genre : film de motard hors-la-loi
- Durée : 85 minutes
- Dates de sortie[1] :
  - Suisse : 7 août 1981 (avant-première au festival international du film de Locarno)
  - États-Unis : 20 janvier 1984 (à New York)
- Classification[2] :
  - États-Unis : R

## Distribution
- Willem Dafoe : Vance
- Robert Gordon : Davis
- Marin Kanter : Telena
- J. Don Ferguson (en) : Tarver
- Tina L'Hotsky (en) : Debbie
- Lawrence Matarese : La Ville
- Danny Rosen : Ricky
- Phillip Kimbrough : Hurley
- Ken Call : Buck
- Elizabeth Gans : Augusta
- Margaret Jo Lee : Evie
- John King : John
- Bob Hannah : Sid

## Production
Le tournage a lieu dans l'État de Géorgie notamment à Midway